# Ганс Ауер
Ганс Ауер (нім. Hans Auer) — німецький льотчик-ас, лейтенант Імперської армії.

## Біографія
Почав службу на двомісних розвідниках у баварському польовому льотному дивізіоні № 9. 1 листопада 1916 року переведений у баварську 16-ту, в лютому 1917 року — в пруську 26-ту винищувальну ескадрилью. 18 серпня 1917 року призначений командиром 32-ї винищувальної ескадрильї. 19 жовтня 1917 року переведений у запасний льотний дивізіон lb. Всього за час бойових дій здобув 5 перемог, що одна залишилась непідтвердженою.